# Napaeopsis ossicus
Napaeopsis ossicus is een slakkensoort uit de familie van de Enidae. De wetenschappelijke naam van de soort is voor het eerst geldig gepubliceerd in 1885 door O. Boettger.